# 太陽の生まれる場所
『太陽の生まれる場所』（たいようのうまれるばしょ）は、あえか2作目（自主制作アルバムを除くと1作目）のオリジナル・アルバム。2009年9月4日発売。発売元はSinging-high Records。

## 解説
- 本作には3rdシングル「君なんだもの」の収録曲は一切収録されておらず、1stシングル「昨日の夜は…」の「丑三つ時の願い事」や2ndシングル「地図」の2曲とと自主制作シングル「Thank you/どしゃぶり雨」の「どしゃぶり雨」以外は全てアルバム曲である。
- 収録音楽はすべて再録。

## 収録曲
1. こげ茶色の影 （5:01）
  - 作詞・作曲: あえか
2. 僕の小さな心と自転車 （5:09）
  - 作詞・作曲: あえか

2ndシングル「地図」のC/W。
この曲はあえか本人が英会話講師をしていた時代に、悩んでいた少年の心と自分の共通点を歌った曲である。
3. 丑三つ時の願い事 （4:50）
  - 作詞・作曲: あえか

1stシングル「昨日の夜は…」のC/W。
4. 小さな背伸び （4:23）
  - 作詞・作曲: あえか
5. 透明人間 （4:55）
  - 作詞・作曲: あえか
6. 同じだよね。 （5:50）
  - 作詞・作曲: あえか
7. 大きな砂時計の中で… （5:10）
  - 作詞・作曲: あえか
8. どしゃぶり雨 （5:33）
  - 作詞・作曲: あえか

自主制作シングル「Thank you/どしゃぶり雨」のC/W。
9. 雪の涙 （6:53）
  - 作詞・作曲: あえか
10. 地図 （4:30）
  - 作詞・作曲: あえか

2ndシングル「地図」の収録曲。